# حسگر شیمیایی

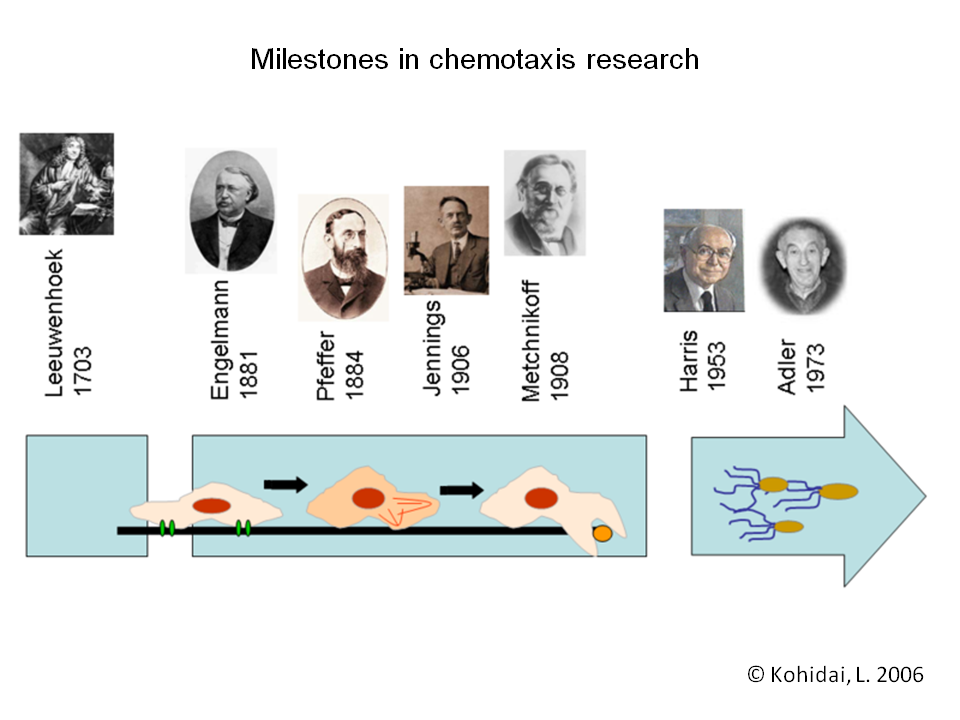
نقاط عطف در تحقیقات کموتاکسی

حسگر شیمیایی یا دریافتگر شیمایی دریافتگر حسی است که سیگنال‌های شیمیایی را به پتانسیل عمل تبدیل می‌کند. یا به‌طور کلّی‌تر، حسگر شیمیایی محرّک‌های شیمیایی خاصی را در محیط تشخیص می‌دهد.